# Drosophila velutinifrons
Drosophila velutinifrons este o specie de muște din genul Drosophila, familia Drosophilidae, descrisă de Hardy în anul 1965. Conform Catalogue of Life specia Drosophila velutinifrons nu are subspecii cunoscute.